# Walker Brooke
Walker Brooke (Clarke megye, 1813. december 25. – Vicksburg, 1869. február 18. vagy 1869. december 18.) az Amerikai Egyesült Államok szenátora (Mississippi, 1852–1853).